# Anders Fredholm
Per Anders Fredholm, född 20 maj 1953, är en svensk keramiker och pedagog, han är gift med textilkonstnären Kerstin Löfgren.
Fredholm inriktade sig först att bli kemist och började sin utbildning som kemist på Casco i Kristinehamn och fortsatte därefter vid Kema Nobels kemilaboratorium i Nacka. Han sadlade om och inledde studier vid Kyrkeruds folkhögskola 1978-1980 där han först studerade foto och 
bildkomposition men den dåvarande japanske keramikläraren fick honom att ändra inriktning. Han startade en egen keramikverkstad i Helsingborg 1982 men är nu verksam i Ölserud Värmland. 
Han har ställt ut på bland annat Konsthantverkshuset i Göteborg, Galleri Slottet i Sunne, ReForma i Karlstad, Konstfrämjandet i Uddevalla och Örebro, Österåkers Konsthall, Sahlströmsgården, Torsby, Arvika Konsthall, Sunaga Design i Karuizawa, Arvika Konsthantverk, och Konsthantverkarna i Karlstad. Han har medverkat i samlingsutställningar med Konstfrämjandet i Storfors och Örebro, Ransäters-Munkfors Konstförening, Röhsska Museet i Göteborg, Höganäs Museum, Fiskars Design Village i Finland, Dalslands Konstmuseum, Guldagergaard i Danmark, Konsthallen Arvika, Rackstadmuseet i Arvika, Konsthallen Hagfors, Grimmerhus Keramikmuseum i Danmark, Ebelingmuseet i Torshälla, H&M Galleri/Timeless Living i Tokyo och Keramiskt Center i Höganäs.  
Han har varit verksam som lärare vid Capellagården på Öland, Keramikskolan, Rönnowska skolan, Mullsjö folkhögskola och Högskolan för Design och Konsthantverk. 
Han har tilldelats Bildkonstnärsfondens arbetsstipendium 1991 och 2002 samt Värmlands Museum vänners konsthantverksstipendium 2000.
Hans keramik består av drejat stengods, saltglaserat, bränt i vedugn eller gasugn.
Fredholm är representerad i Borlänge Kommun, Landstinget Dalarna, Värmlands Museum, Landstinget Västra Götaland och på Rackstadmuseet i Arvika.
Han är medlem i Arvika Konsthantverk.